# Подгрядка (Узденский район)
Подгрядка (бел. Падгра́дка) — посёлок в Узденском районе Минской области Республики Беларусь. В составе Хотлянского сельсовета.

## География
Ближайшие населённые пункты Веселовка, Березова Пасека, Новый Путь, Рябиновка и др.

## История
До 1 апреля 1960 года посёлок входил в состав Шацкого сельсовета.

## Население

### Численность
- 2019 год — 9 человек

### Динамика
- 2009 год — 18 человек (перепись населения)[3]
- 2019 год — 9 человек (перепись населения)